# Acronychia oblongifolia
Acronychia oblongifolia är en vinruteväxtart som först beskrevs av William Jackson Hooker, och fick sitt nu gällande namn av Stephan Ladislaus Endlicher. Acronychia oblongifolia ingår i släktet Acronychia och familjen vinruteväxter. Inga underarter finns listade i Catalogue of Life.